# Брусник (Град Зайчар)
Вижте пояснителната страница за други значения на Брусник.
Брусник (на сръбски: Брусник или Brusnik) е село в Източна Сърбия, Зайчарски окръг, община Град Зайчар. Селото има 315 жители (по преброяване от септември 2011 г.).
Църква „Вси Светии“ е построена през 1900.
В селото има десетки обществени чешмички, най-голямата от коите е Митина (сърбски Митина чесма), построена в началото на ХХ век.
- Църква „Вси Светии“, Брусник
- Митина чешма